# Darth Maul
Darth Maul, sau doar Maul, este un personaj negativ fictiv din universul Războiul Stelelor, interpretat în costum de obicei de actorul Ray Park și avându-l cel mai adesea pe Sam Witwer drept voce. Este antagonistul principal în Războiul stelelor - Episodul I: Amenințarea fantomei, unul dintre principalii antagoniști ai serialului Războiul stelelor: Războiul clonelor și un antagonist secundar atât în Solo: O Poveste Star Wars cât și în Războiul stelelor: Rebelii.

## Biografie
Darth Maul este un Zabrak originar de pe planeta Dathomir, fiind fiul vrăjitoarei Mama Talzin. La o vârstă fragedă este răpit de către Lordul Sith Darth Sidious, care îl crește și-l instruiește în artele Părții Întunecate. În decursul antrenamentului său dur, Darth Maul își tatuează trupul și chipul roșu sângeriu cu linii negre, scopul ritualic fiind de a-și înspăimânta adversarii. Ucenicul și asasinul personal al amenințătoarei "fantome", războinicul Zabrak este o mașină de ucis de neoprit, vănând fiarele cele mai redutabile (cum ar fi rathtarii) pentru a-și amâna tânjirea după înfruntarea cu un cavaler Jedi. Această dorință este animată atât de pierderile grave suferite de Sith pe Moraband și de către rolul jucat de Ordinul Jedi în căderea sectei. 
Când Federația Comercială, îndrumată de Sith, invadează pașnica planetă Naboo pentru a intimida Senatul Galactic, Darth Sidious îl trimite pe Darth Maul să-i ajute pe aliații săi neguțători în căutarea fugarei Regine Amidala. Tânărul războinic Sith o urmărește pe aceasta și pe însoțitorii ei până pe Tatooine, unde îl angajează în luptă pe Maestrul Jedi Qui-Gon Jinn, însă nava nubiană decolează lăsându-l pe mâniosul Zabrak în urmă. Ulterior, asasinul Sith este solicitat pe Naboo pentru a sprijini ocuparea planetei de către Federația Comercială și așteptând inevitabila întoarcere a reginei și a celor doi cavaleri Jedi. În hangarul palatului Theed, Darth Maul îi provoacă pe Qui-Gon Jinn și pe Obi-Wan Kenobi la un duel, mânuindu-și cu multă iscusință sabia laser dublă și utilizând un joc de picioare derivat din arte marțiale pentru a-și despărți oponenții. Deși Jinn cade ucis de mâna sa, Kenobi se dovedește a fi mai mult decât egal lui Maul, secționându-l de la mijloc. 
În ciuda aparentei sale înfrângeri, Darth Maul supraviețuiește, însă este o biată umbră a războinicului Zabrak care fusese cândva. Descoperit de fratele său, Savage Opress, pe planeta gunoaielor Lotho Minor, este readus pe Dathomir unde Mama Talzin își folosește toată dibăcia vrăjitorească pentru a-l reface. Întors la vechea sa identitate și susținut de o pereche de picioare mecanice, proscrisul Lord Sith Darth Maul își plănuiește crunta vendetă împotriva celui căruia îi atribuie sursa ruinei sale: legendarul Maestru Jedi Obi-Wan Kenobi.   
Înțelegând în cele din urmă că de unii singuri nu vor izbândi în ceea ce își propun și dorind să semene haos în întreaga galaxie, cei doi frați Sith încheie un pact cu mai multe facțiuni interlope, precum mișcarea teroristă Death Watch, Sindicatul Pyke care vinde narcotice, infamul Soare Negru, renumitul cartel Hutt al lui Jabba Huttul și alte părți interesate. Sub numele de "Colectivul Umbrei", imperiul infracțional al lui Darth Maul stârnește neliniște pe planeta Mandalore: sub pretextul protejării cetățenilor de tâlhari (în realitate tot agenți ai războinicilor Sith), Death Watch o detronează pe Ducesa Satine Kryze. Vrând să o salveze pe aceasta din ghearele haine ale nemesisului său Zabrak, Obi-Wan Kenobi vine pe Mandalore, unde este prins de soldații Colectivului Umbrei și forțat să privească cum iubita sa Satine este ucisă dinaintea sa de către Darth Maul. După scăparea cavalerului Jedi de către mandalorieni loialiști, fostul asasin Sith este vizitat de vechiul său maestru, dinaintea căruia face temenele și își reafirmă aparenta supunere. Darth Sidious însă rămâne neînduplecat și nu se lasă convins, considerându-l pe Darth Maul o unealtă ce și-a pierdut folosul și totodată un potențial competitor. Savage Opress piere în duelul încins care are loc între cei trei Sithi, iar Maul este cruțat.  
Înainte de a se descotorosi de discipolul său, Darth Sidious se folosește de Darth Maul ca de un ostatic, sperând să o scoată la lumină pe Mama Talzin, încă un element nedorit în Războiul Clonelor așa cum fusese orchestrat de el. Războinicul Zabrak este eliberat de locotenenții săi din Death Watch, care îl pun la curent cu stadiul decadent al Colectivului Umbrei și cu nemulțumirea celorlalți parteneri din Sindicatul Pyke și Soarele Negru. Pentru a-și reasigura complicii de ferma sa poziție, renegatul Lord Sith pornește un conflict atât contra Republicii Galactice cât și Confederației Sistemelor Independente, capturându-l pe Darth Tyranus - noul ucenic al lui Darth Sidious. Într-o luptă pe Dathomir, Mama Talzin este ucisă de Generalul Grievous, iar Darth Maul este pus pe fugă.  
Din culise Maul alcătuiește Răsăritul Sângeriu, încă o grupare criminală importantă în interiorul Colectivului Umbrei, avându-l pe carismaticul împuternicit Dryden Vos ca interfață . Amenințând să-i confisce operațiunea cu narcotice "Ilustrului Imperator" Marg Krim, proscrisul Lord Sith preia resursele Sindicatului Pyke pentru a hrăni activitatea celorlalți constituenți ai Colectivului Umbrei. Primind o viziune a viitorului apropiat, Maul pune la cale o cursă pentru Obi-Wan Kenobi și ucenicul său Anakin Skywalker, vrând să-l răpună pe Maestrul Jedi și cunoscând din premoniția sa că cel din urmă este în văzul lui Darth Sidious. Ahsoka Tano, însă, este cea care sosește cu batalioanele Republicii în locul lui Kenobi și Skywalker pentru a răsturna de la putere guvernarea Death Watch asupra planetei Mandalore, ajutată de mandalorienii loialiști ai lui Bo-Katan Kryze. Maul încearcă să o ispitească pe musafira nepoftită cu o alianță prin care chipurile să-l înlăture pe adevăratul Lord Întunecat al Sithului, dar aceasta refuză și nu înțelege pe deplin adevărurile strecurate printre minciunile războinicului. Cei doi se duelează până când, în pofida abilităților sale remarcabile, Zabrakul este prins, și la sugestia lui Obi-Wan Kenobi este pus în arest în drum spre Coruscant unde ar trebui interogat de Sfatul Jedi cu privire la vechiul său stăpân. Punerea în acțiune a Protocolului 66 de către  Sidious întoarce clone trooperii de la bordul distrugătorului stelar împotriva Ahsokăi, permițându-i lui Maul să evadeze într-un cargobot furat.   
Ascuns în umbre în timpul domniei Imperiului Galactic, Maul continuă să dirijeze de la oarecare depărtare Răsăritul Sângeriu, păstrând legătura în mod constant cu Dryden Vos printr-un dispozitiv holografic activat de inelul de pe mâna acestuia. Misiunea de obținere a combustibilului coaxium condusă de contrabandistul începător Han Solo și copilotul său Chewbacca duce la moartea acestui intermediar util. La scurt timp după desfășurarea evenimentului, Qi'ra - fosta locotenentă și asasina lui Dryden - îl contactează pe Maul să-l informeze de cele petrecute, dând vina pe Tobias Beckett și niște complici. Nelăsând să se vadă dacă este sau nu convins de zisele Qi'rei, Maul îi ordonă să vină la el pe Dathomir unde să discute subiectul pe îndelete. Înainte de a încheia transmisia holografică, renegatul Lord Sith își aprinde lama laser a sabiei sale duble, amintindu-i Qi'rei printr-o amenințare deloc subtilă că ei doi vor lucra "mult mai îndeaproape" acum că ea a preluat responsabilitățile deținute pănă atunci de Dryden.   
În căutarea unui holocron ce activează o armă Sith pe Moraband, Maul se întâlnește cu ucenicul Jedi Ezra Bridger. Cei doi colaborează atât în găsirea prietenilor celui din urmă și a artefactului cât și în confruntarea cu Inchiziția Imperială, timp în care războinicul Zabrak incită în tănâr sentimente care aparțin tentației Părții Întunecate. Crezând că complotul său e aproape de finalizare și că le poate face față cavalerilor Jedi, Maul își dezvăluie intențiile de a pune în funcțiune arma pentru a-și atinge țelurile și îl orbește cu o lovitură a sabiei laser pe Kanan Jarrus, care însă îl aruncă în hău. Rezistent ca și altă dată, războinicul Zabrak fuge la bordul navetei furate a unui inchizitor. Aflând ulterior că bătrânul Obi-Wan Kenobi se găsește pe Tatooine, Maul îi întinde o cursă lui Ezra, care mușcând momeala îl conduce la locul exilatului Jedi. Ațâțându-și nemesisul cu amenințări la adresa persoanei protejate de acesta, Lordul Sith pretendent inițiază un scurt duel cu vechiul său oponent. Greșeala sa fatală este aceea de a încerca să-l doboare cu aceeași mișcare pe care a folosit cu atâția ani în urmă să-i ucidă maestrul, mișcare neuitată de Kenobi care parează cu o singură lovitură mortală. În brațele lui Obi-Wan, Maul se stinge, întrebându-l dacă protejatul său este "Alesul" ce va readuce echilibrul Forței și afirmând resemnat cu limbă de moarte că băiatul îi va răzbuna prin doborârea Sithului.

## Apariții
Până acum Darth Maul a apărut în filmele Războiul stelelor - Episodul I: Amenințarea fantomei și Solo: O Poveste Star Wars, cărora li se adaugă serialele Războiul Clonelor și Rebelii. De asemenea, personajul a apărut în numeroase cărți și benzi desenate considerate de la achiziția LucasFilmului de către Disney non-canonice (făcând parte din Universul extins), precum Darth Maul: Vânătorul din Umbră, Darth Plagueis, Darth Maul: Sabotorul, Războiul stelelor: Vânătorii de Sithi, Darth Maul: Fiu al Dathomirului, Înfrânare, Maul: Închiderea etc.  
George Lucas a dezvăluit că, înainte de cumpărarea menționată mai sus, scenariile sale pentru a treia trilogie Războiul stelelor îl includeau pe Maul - redevenit Darth Maul. Acesta avea să fie antagonistul principal (având un rol similar lui Darth Sidious și Darth Vader: păpușarul din culise care este la fel de capabil să intervină personal când este nevoie), conducând o grupare din lumea interlopă care își extinde încet influența peste frânturile Imperiului Galactic, incitând la răzmeriță și război fățiș cu Noua Republică. Binecunoscuta Darth Talon - personaj din Universul Extins - ar fi fost ucenica Sith a lui Darth Maul. Deși aceste planuri pentru ultimele trei filme au fost lăsate deoparte, anumite idei precum supraviețuirea lui Darth Maul și transformarea sa într-un gangster au fost reutilizate treptat în Războiul Clonelor și în Solo: O Poveste Star Wars (se poate zice de asemenea că Darth Talon a fost și ea un prototip pentru antagonistul Kylo Ren).   
1. ↑   https://ipfs.hypha.coop/ipfs/bafybeiaysi4s6lnjev27ln5icwm6tueaw2vdykrtjkwiphwekaywqhcjze/wiki/Darth_Maul https://bafybeiaysi4s6lnjev27ln5icwm6tueaw2vdykrtjkwiphwekaywqhcjze.ipfs.ipfs.hypha.coop/wiki/Darth_Maul, https://ipfs.hypha.coop/ipfs/bafybeiaysi4s6lnjev27ln5icwm6tueaw2vdykrtjkwiphwekaywqhcjze/wiki/Darth_Maul Verificați valoarea |url= (ajutor) Lipsește sau este vid: |title= (ajutor)